# Ketia Swanier
Ketia Swanier, née le 10 août 1986 à Colombus (Géorgie) est une joueuse américaine professionnelle de basket-ball.

## Biographie
Elle passe une partie de son enfance en Allemagne, où son père militaire est affecté, et ne revient aux États-Unis qu'à son entrée au lycée. À Colombus High School, elle se distingue avec l'équipe de basket-ball : trois fois Georgia AAAA All-State First Team (meilleure joueuse en tant que senior, Georgia AAAA Player of the Year), quatre fois Metro Player of the Year. Elle choisit de rejoindre les Huskies du Connecticut, après le départ de Diana Taurasi, où sa rapidité d'exécution est très appréciée. Pour son année senior, elle amène l'équipe au Final Four pour la première fois depuis quatre ans pour une défaite en demi-finale face au Cardinal de Stanford.
Avec les Huskies, elle remporte le premier Big East Sixth Woman Award de la Big East Conference. Elle finit sa carrière à Connecticut comme unique joueuse à figurer à la fois dans le top 10 du nombre de matches joués (142), passes décisives (479) et interceptions (247).
Elle est draftée en 2008 en 12e position par le Sun du Connecticut, pour lequel elle joue une saison (25 matches avec un record à 7 points). Coupée avant le début de la saison suivante, elle est engagée par le Mercury de Phoenix (33 matches, record à 13 points en 2009), qui remportent cette année-là le championnat WNBA. Le 22 juin 2010, elle établit de nouveaux records personnels (17 points et 6 passes) face au Shock de Tulsa.
À l'intersaison WNBA, elle joue en Europe. En 2008-2009, elle débute en Pologne à Rybnik, puis la saison suivante en Turquie (Tarsus). En 2010-2011, elle revient en Pologne à Lotos Gdynia, équipe avec laquelle elle dispute l'Euroligue. Elle est sélectionnée pour le All-Star Game polonais. Non conservée en pré-saison WNBA par le Dream d'Atlanta, elle signe en août 2013 avec le promu dans l'élite polonaise King Wilki Morskie Szczecin pour des moyennes de 12,1 points, 4,5 rebonds, 3,9 passes décisives. Elle signe en juillet 2014 pour rejoindre un autre club polonais, CCC Polkowice.
Elle a créé sa fondation Ketia4Kids pour soutenir les enfants militaires américains basés à l'étranger.